# فتح بغداد (۱۶۲۳)
فتح بغداد (۲۵ ژانویه ۱۶۲۳ میلادی برابر با ۵ بهمن ۱۰۰۱ خورشیدی) نبردی بود که بین قرچغای خان سردار سپاه شاه عباس یکم و نیروهای عثمانی حاکم بر شهر بغداد روی داد. این شهر مدت ۹۰ سال و از تاریخ شاه طهماسب در اختیار امپراطوری عثمانی بود. لشکر عثمانی در جبهه‌های مختلف و در دروازه شهر بغداد از قوای قزلباش شکست خورده و بغداد به دست شاه عباس می‌افتد.

## پیش زمینه
شاه عباس یکم از مدت‌ها پیش در اندیشه باز پس گیری شهر بغداد بود. بغداد از سال ۱۵۳۳ میلادی (۹۱۲ خورشیدی) و در دهمین سال پادشاهی شاه طهماسب یکم به تصرف امپراطوری عثمانی درآمده بود، با توجه به شرایط ضعیف دربار عثمانی، شاه عباس یکم هنگامه حمله به بغداد را مناسب دید.

## نامه شاه عباس به حاکم عثمانی بغداد
وی نامه‌ای برای بکرسو باشی نوشت و او را به منصب استانداری و عنوان خان مفتخر نمود. اما بکرسو باشی، که به قدرت و حکومت مستقل خویش امیدوار بود، با فرستاده شاه عباس از در نیرنگ درآمد و حتی در اندیشه کشتن فرستاده شاه عباس برآمد.
سرانجام، به قلعه‌داری پرداخت و مقاومت در برابر سپاه ایران را برگزید.

## سقوط بغداد
در همان حال ندا رسید که سپاه حسن پاشا حکمران موصل برای مقابله با ارتش صفوی عازم بغداد است. شاه عباس یکم فرمان یورش داد و سپاهیان ایران از هر جهت به دژ بغداد تاختند و در زمانی کوتاه آن را به تصرف خویش درآوردند و حاکم بغداد و دستیاران او را کشتند. حسن پاشا هم در جبهه‌ای دیگر و در یکی از قلعه‌های نزدیک بغداد، از سپاه ایران شکست خورد و خود به همراه شماری از سپاهیانش نابود شدند.

## عقب نشینی به آسیای صغیر
سقوط بغداد پادگان شهرهای موصل، کرکوک و زور را متزلزل کرد و بسیاری از ارتشیان عثمانی از این دژها به آسیای صغیر عقب نشینی کردند و این شهرها به تصرف ایران در آمد.